# NGC 6584
NGC 6584 est un amas globulaire situé dans la constellation du Télescope à environ 44 030 a.l. (13,7 kpc) du Soleil et à 22 830 a.l. (7,0 kpc) du centre de la Voie lactée. Il a été découvert par l'astronome écossais James Dunlop en 1826.

## Observation

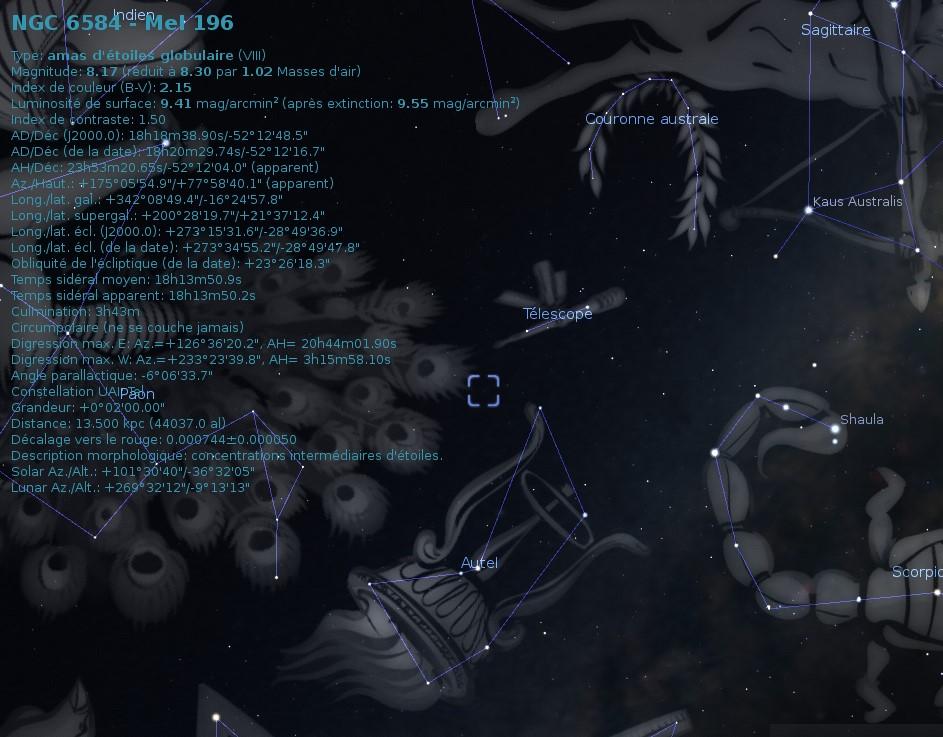
Localisation de NGC 6584.

NGC 6584 est dans la constellation du Télescope, tout près de la frontière de la constellation de l'Autel.

## Caractéristiques
La classe de concentration Shapley-Sawyer de NGC 6584 est VIII. Cela signifie qu'il est plutôt faiblement concentré vers le centre.

### Vitesse et orbite
Selon les mesures les plus récentes réalisées par le satellite Gaia, la vitesse radiale héliocentrique de cet amas est égale à 260,64 ± 1,58 km/s. Une autre mesure récente de la vitesse est aussi indiquée par Simbad, soit 222,9 ± 15 km/s, valeur qui est aussi reprise par Harris.

### Métallicité, masse et âge
Selon une étude publiée en 2011 par J. Boyles et ses collègues, la métallicité de l'amas globulaire NGC 6584 est égale à -1,50 et sa masse est égale à 303 000 {\displaystyle M_{\odot }}. Dans cette même étude, la distance de l'amas est aussi estimée à environ 13,5 kpc (∼44 000 al). L'étude publiée par Forbes et Bridges indique une métallicité de -1,30.
La base de données Simbad indique une seule valeur de la métallicité, soit -1,50. Une métallicité comprise entre -1,50 et -1,30 signifie que la concentration en fer de NGC 6584 est comprise entre à 3,1%  et 5,0% de celle du Soleil.
Après le Big Bang, l'Univers étant surtout composé d'hydrogène et d'hélium, la métallicité était pratiquement nulle. L'univers s'est progressivement enrichi en métaux (éléments plus lourds que l'hélium) grâce à la synthèse de ceux-ci dans le cœur des étoiles. La métallicité des amas du halo de la Voie lactée varie d'un centième à un dixième de la métallicité solaire, ce qui signifie que ces amas se décomposent en deux sous-groupes, les relativement jeunes et les vieux. Selon sa métallicité, NGC 6584 serait donc un amas assez âgé et moyennement riche en métaux. Son âge est estimée à 11,26 milliards d'années par Forbes.

## Étoiles variables de NGC 6584
L'observation de cet amas avec le télescope de 0,6 m de l'Observatoire interaméricain du Cerro Tololo a permis de découvrir un total de 69 étoiles variables, dont 46 variables de type RRab avec une période moyenne de 0,56776 jour, 15 de type RRc avec une période moyenne de 0,30886 jour et peut-être une variable de moindre amplitude de type RRe dont la période est de 0,30886 jour. Quatre binaires à éclipse et trois variables à longue période (plus de deux jours) ont aussi été observées.

## Galerie

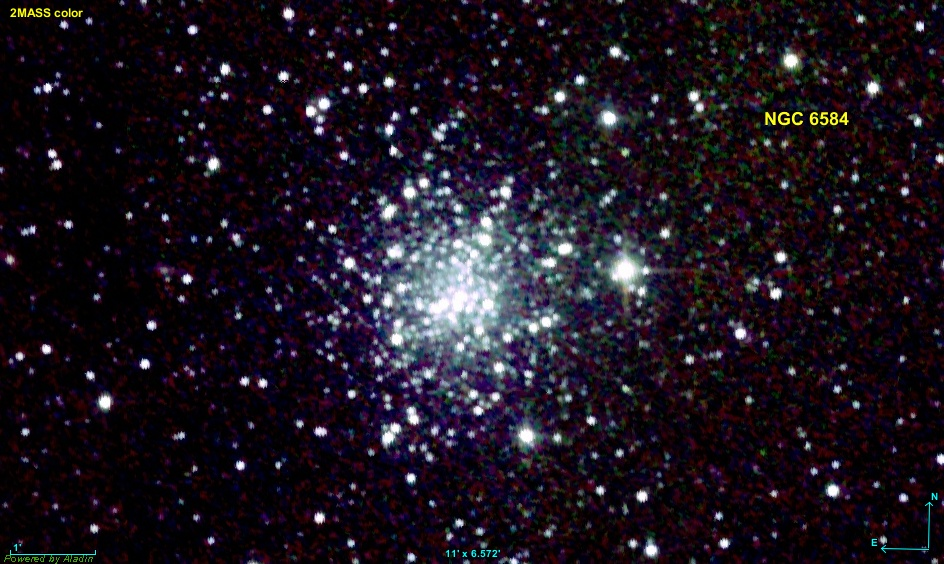
NGC 6584en infrarouge par le relevé 2MASS.
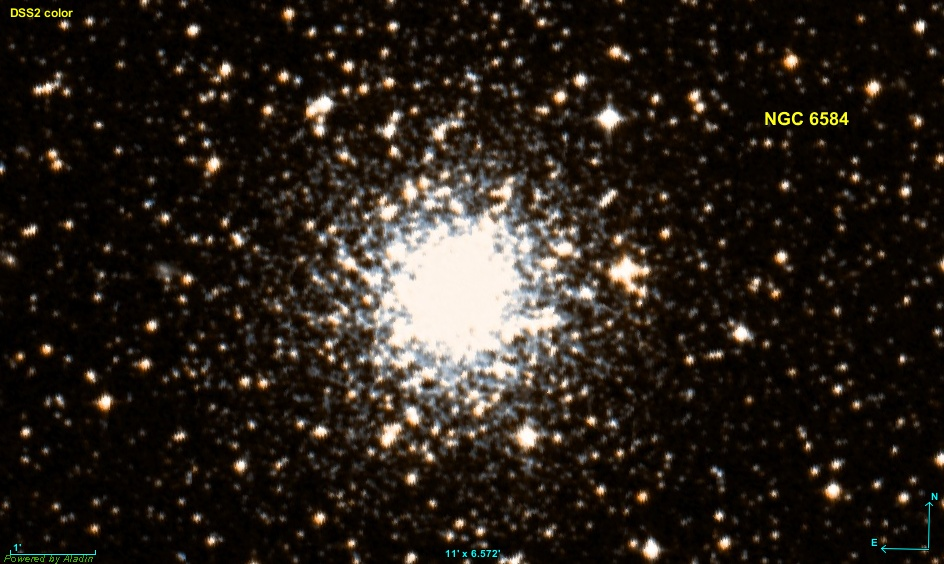
Image en lumière visible par le relevé DSS.